# Рядово (Калужская область)
Ря́дово — деревня в Перемышльском районе Калужской области, в составе муниципального образования Сельское поселение «Село Калужская опытная сельскохозяйственная станция».

## География
Расположена на правом берегу реки Оки, в 25 километрах на северо-запад от районного центра — села Перемышль и в 20 километрах на юг от областного центра — города Калуги. Рядом сёла Столпово и Калужская опытная сельскохозяйственная станция.

## Население
| 2002 | 2010 |
| ---- | ---- |
| 1    | →1   |

## История
Поселение известно с допетровских времён. В атласе Калужского наместничества, изданного в 1782 году, упоминается деревня Рѣдова Перемышльского уезда:

Деревня Рѣдова с пустошью её ж Заборовской, с выделенной Церковной землей, на реке Оке, травы и хлеба родится [по]средственно… Крестьяне на оброке.— Описания и алфавиты к Калужскому атласу
В 1858 году деревня (вл.) Рядовая 2-го стана Перемышльского уезда, при реке Оке и речке ВыссҌ, 12 дворах, население 94 человека — по левую сторону транспортной дороги из Воротынска в Перемышль.
К 1914 году Рядово — деревня Заборовской волости Перемышльского уезда Калужской губернии. В 1913 году население 258 человек.
В годы Великой Отечественной войны деревня была оккупирована войсками Нацистской Германии с начала октября по конец декабря 1941 года. Освобождена в ходе Калужской наступательной операции частями 50-й армии генерал-лейтенанта И. В. Болдина.